# Oenanthe lugens

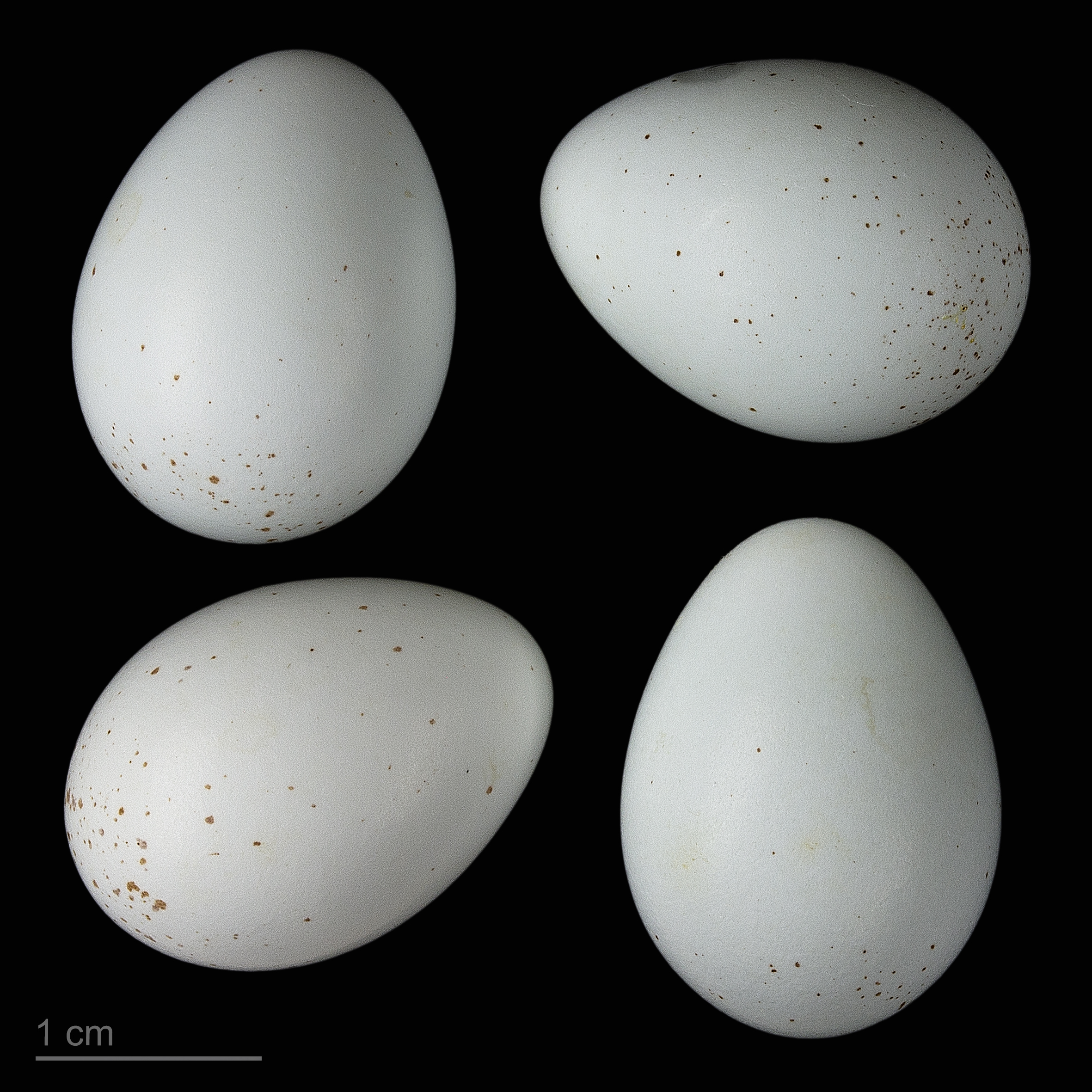
Oenanthe lugens lugens - MHNT

La collalba núbica (Oenanthe lugens) es una especie de ave paseriforme de la familia Muscicapidae propia del norte de África, el Cuerno de África y Oriente próximo. 

## Descripción
La collalba núbica presenta un marcado dimorfismo sexual. Los machos tienen el plumaje negro y blanco, y las hembras tienen un plumaje de tonos pardos en las partes superiores y blanquecino en las inferiores. Los machos pueden presentar dos fases de color. Los machos de fase blanca y negra, tienen las partes inferiores blancas. Su rostro, garganta, manto y alas son negros, presentan un capirote blanco que abarca su frente, píleo y nuca. Su obispillo es también blanco. Su cola es blanca, salvo una «T» invertida negra, formada por la mitad terminal de las plumas centrales y la punta del resto de plumas de la cola. Los machos de fase negra son negros, salvo la cola, el obispillo y las zona subcaudal que son blancos.

## Distribución
Se encuentra en el norte de África desde Marruecos hasta el Cuerno de África, extendiéndose por Arabia hasta el oeste de Irán. Se encuentra en zonas de matorral semiárido y los montes de zonas desérticas.